# Apocalipse zumbi
Apocalipse zumbi(pt-BR) ou apocalipse zombie(pt-PT?) é um cenário apocalíptico hipotético popular na ficção científica e no terror. No geral, é definido como uma infestação de zumbis em escala catastrófica, levando todas as sociedades ao colapso, e que rapidamente transformaria esta criatura no ser dominante sobre a Terra. Tais criaturas, hostis à vida humana, atacariam a civilização em proporções esmagadoras, impossíveis de serem controladas por forças militares, mesmo com os recursos atuais à disposição.

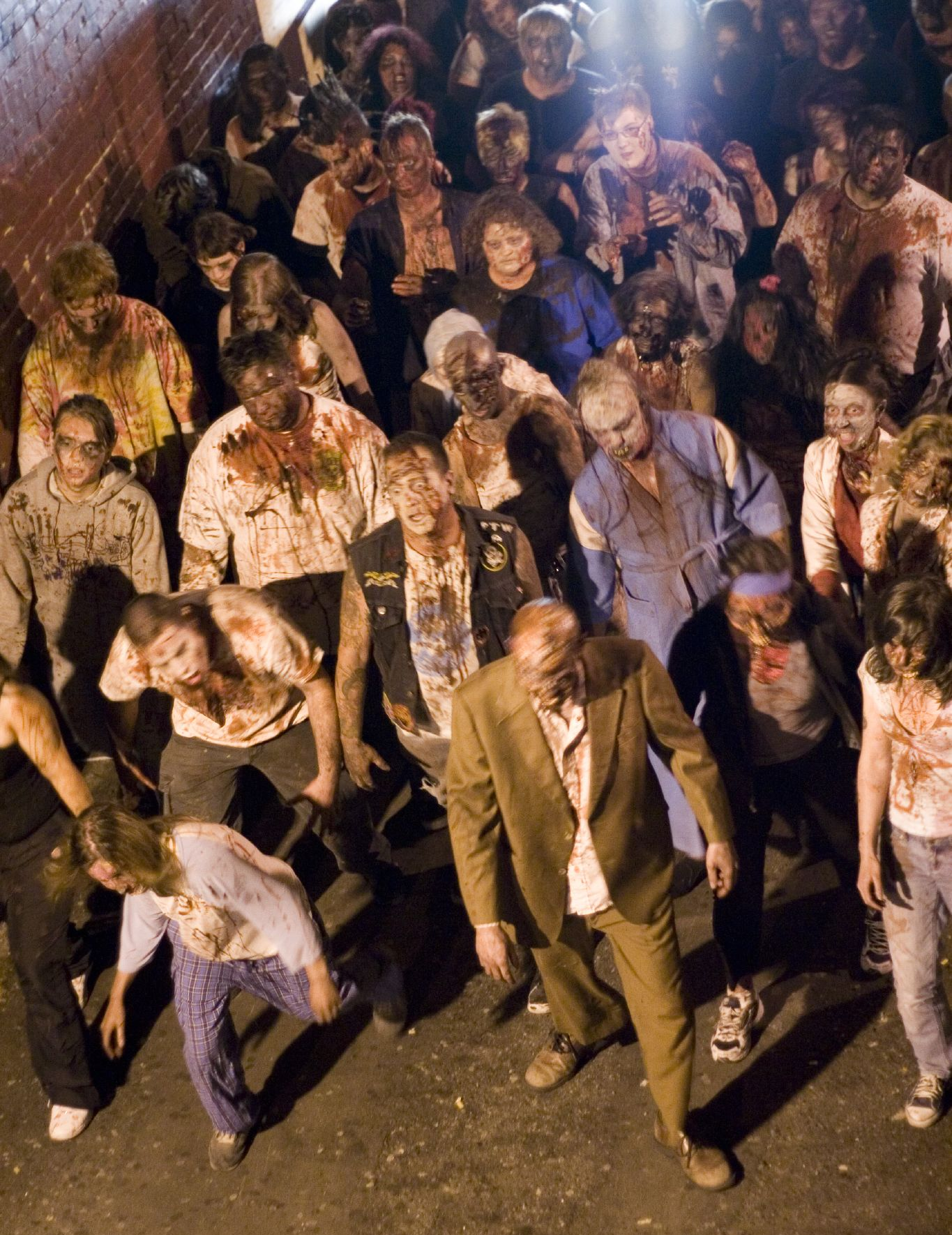
Representação de um grupo de zumbis.

Em algumas hipóteses, vítimas de um ataque de zumbi também se transformariam nestas criaturas se sofrerem uma mordida ou arranhão de um infectado. Em outras, o vírus pode ser transmitido pelo ar. Finalmente, existe ainda o quadro mais caótico: todo ser humano que morre, independente da causa, torna-se um morto-vivo. Nestes cenários, os zumbis caçam seres humanos para se alimentar. A mordida deles causa a infecção que faz com que um sobrevivente de ataque, posteriormente, também se torne um zumbi. Isto logo se torna uma infestação absolutamente incontrolável, com o pânico causado pela "Praga Zumbi" acarretando o rápido colapso do conceito de civilização contemporâneo. Em pouco tempo, a existência de vida humana no planeta seria reduzida a poucos grupos de sobreviventes – nômades ou isolados – buscando alimento, suprimentos e lugares seguros num mundo desindustrializado, pós-apocalíptico e devastado.
O conceito, nascido na década de 1960, ganhou grande popularidade ao longo dos anos, servindo de tema para incontáveis filmes, seriados, livros, histórias em quadrinhos, videogames e outras obras de variadas mídias. Cultuado – e até mesmo aguardado – por muitas pessoas, há até mesmo os que acreditam na concretização de tal cenário fictício e preparam-se para sua suposta chegada.

## Gênero

### Surgimento
O trabalho que serviu de inspiração para o gênero foi o livro I Am Legend ("Eu sou a Lenda"), de 1954. A história, escrita por Richard Matheson, mostrava um sobrevivente solitário chamado Robert Neville travando uma guerra contra a população humana transformada em vampiros. O livro foi mais tarde adaptado para um filme, The Omega Man, de 1971, com Charlton Heston no papel principal. George A. Romero pegou emprestada esta ideia de cenário apocalíptico e utilizou-a no pioneiro A Noite dos Mortos-Vivos de 1968, mas no lugar de vampiros, a ameaça era retratada na forma de zumbis canibais.
Quando o filme de Romero foi ao ar nos cinemas, no dia 1 de outubro de 1968 no Fulton Theater em Pittsburgh, causou grande furor. Tendo sido lançado um mês antes da criação do Motion Picture Association of America (MPAA), órgão que seria responsável pela inserção de censuras de faixa etária nos filmes, muitas crianças e pré-adolescentes encontravam-se nas sessões. O crítico especializado Roger Ebert, do Chicago Sun-Times, declarou na época que a característica de Night of Living Dead de que, ao final de uma terrível e violento pesadelo não havia sobreviventes, de que não existia ali um final feliz, fez o filme tornar-se um chocante e brutal marco. Os espetadores muito jovens foram os que mais sentiram, segundo ele, já que nesta história tudo o que vinha após a terrível e violenta noite retratada no filme era a morte de todos os nela envolvidos.
O conceito de Romero na criação do apocalipse zumbi acabou ficando em segundo plano num primeiro momento, a atenção tendo se focado completamente no excesso de violência e carnificina presentes no filme. A mídia, impulsionada pelo fato de crianças terem reagido ao filme com lágrimas e perturbação, começara a reivindicar por uma censura no cinema, criticando vorazmente a produção. Mesmo com toda a controvérsia gerada, o que ficou foi a análise de que Night of Living Dead havia sido um grande sucesso de bilheteira, como observou Paul McCullough da publicação Take One.

Cena de Night of Living Dead, em que a menina Karen Cooper, reanimada como um zumbi, devora o cadáver de seu pai

Mais de 40 anos após seu lançamento, o filme ainda desfruta de magistral reputação e é visto como referência em se tratando de filmes de terror. Tendo sido o pioneiro a utilizar tal conceito apocalíptico e consagrado-se por isto (ainda que, no caso dele, não num primeiro momento), a obra inspirou e inspira até hoje inúmeras produções em diferentes mídias. Além de ter tornado George A. Romero o criador deste gênero. Almar Haflidason, da BBC, declarou que o filme representou "um novo horizonte na forma de se fazer filmes de terror". A obra reinventou o termo "zumbi" na cultura popular - termo este que nem era utilizado desta forma - canibais reanimados e implacáveis - antes de sua obra. Produções cinematográficas citando zumbis anteriores ao filme de Romero, tais como White Zombie de 1932 e I Walked With A Zombie de 1943, mostravam o tema por outra ótica, onde pessoas vivas eram escravizadas mentalmente (como zumbis) por um bruxo praticante de artes negras, como o vodu - isto além de muitos passarem-se no Caribe, longe de qualquer ambiente urbano.
Produções que se sucederam trilharam muitos dos caminhos os quais foram desbravados primeiramente por Night of Living Dead de Romero. O zumbi, da maneira que o diretor o reinventou, tornou-se ícone popular, não mais visto apenas como criatura mitológica. E este novo tipo de morto-vivo - matando e contaminado epidemicamente como um vírus - foi capaz de firmar a bandeira de um novo gênero apocalíptico: o "Apocalipse Zumbi".

### Temática
A ideia principal por trás do "apocalipse zumbi" é a de que os preceitos da civilização são relativamente frágeis frente a uma ameaça de fato sem precedentes como esta. Com isto em consideração, muitos indivíduos seriam incapazes de tomar uma atitude em prol de um bem maior, já que o custo pessoal para tanto torna-se então caro demais. A narrativa para o apocalipse zumbi carrega fortes relações com o turbulento cenário social que os Estados Unidos viviam na década de 1960, época do lançamento da obra que originou este gênero, o filme A Noite dos Mortos-Vivos. Muitos acreditam ainda que a figura dos zumbis permitem às pessoas lidarem com sua ansiedade pelo fim do mundo. O professor religioso e escritor renomado Kim Paffenroth cita ainda de que "mais que qualquer outra criatura, zumbis são reais e literalmente apocalípticos … eles representam o fim do mundo como o conhecemos".
Outra característica que sugere a rápida extinção do conceito de sociedade e, consequentemente, da raça humana como predominante na Terra, é a de que pouquíssimos estariam preparados para sobreviverem de fato num cenário hostil, altamente perigoso e desolado. O apocalipse zumbi - assim como outras catástrofes - faria aflorar em certas pessoas menos prováveis o instinto de sobrevivência, bem como mostraria a fragilidade de outras, vistas como "referências", numa situação como esta. Existem também os que já aguardam por este tipo de quadro extremo, os chamados sobrevivencialistas, que rapidamente começariam uma mobilização preventiva caso surgissem os primeiros sinais de uma possível tragédia.

### Elementos da história

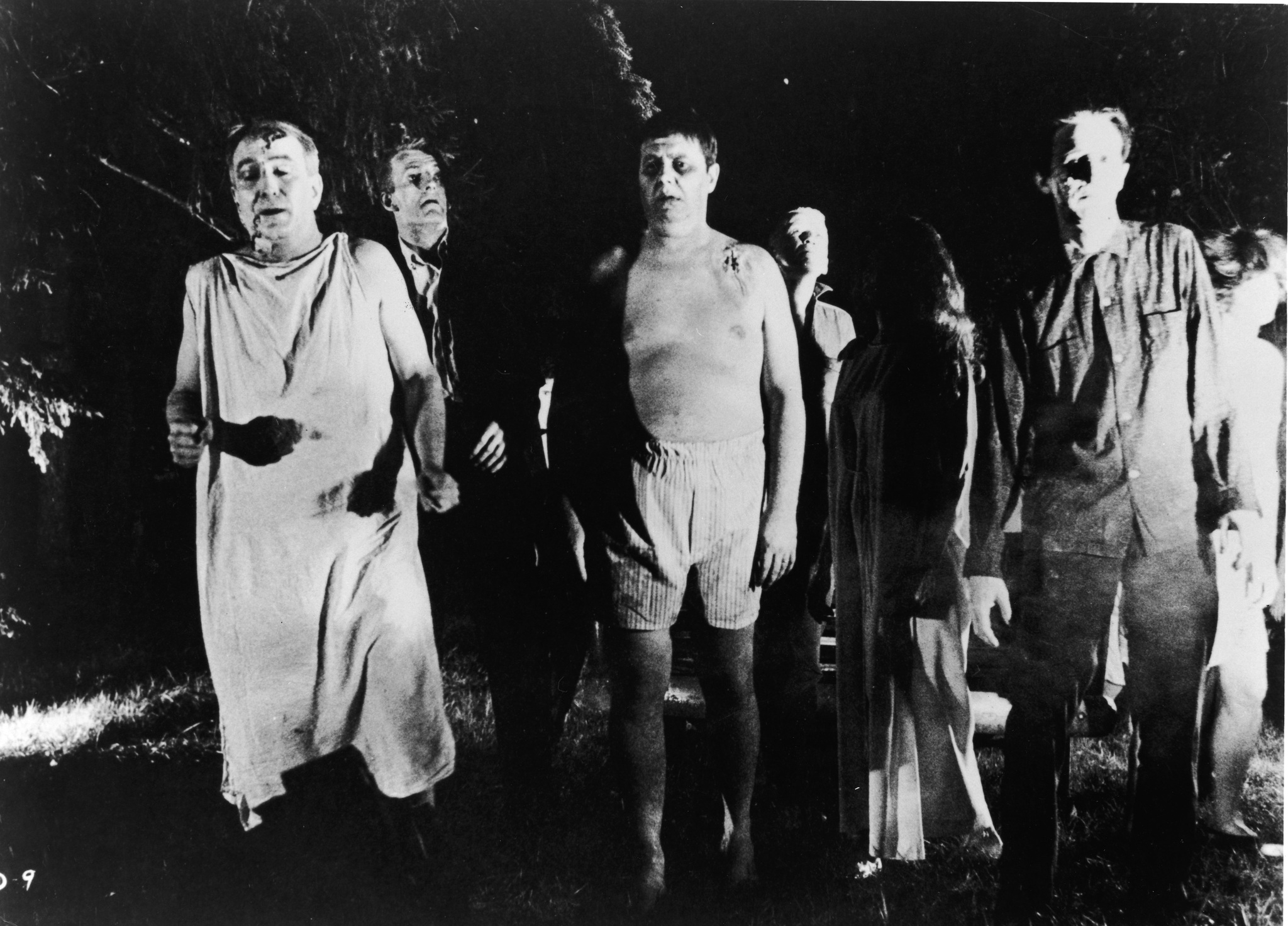
A Noite dos Mortos-Vivos estabeleceu muitos dos fatos associados ao gênero, incluindo o comportamento irracional, porém implacável, dos zumbis.

Existem alguns pontos em comum ao se criar um "apocalipse zumbi":
1. os contatos iniciais com zumbis são extremamente traumáticos, causando pânico, choque, descrença e possível negação do fato de tomá-los por verdadeiros, comprometendo a habilidade dos sobreviventes em lidar com encontros hostis;[30]
2. a resposta das autoridades à ameaça é mais lenta que sua taxa de crescimento, dando à contaminação zumbi tempo suficiente para expandir-se além da capacidade de contenção. Isto resulta no colapso da sociedade por completo. Os zumbis tomam o controle total enquanto pequenos grupos de sobreviventes precisam lutar pela sobrevivência.[30]

As histórias normalmente seguem um único grupo de sobreviventes, surpreendidos no início da catástrofe. A narrativa parte então, de maneira geral, para a recuperação do choque causado pelo ataque inicial, indo então para tentativas de buscar ajuda junto das autoridades, fato que resulta na falha das mesmas e na perda da esperança nesta saída. Acompanha-se então o colapso catastrófico de todas as grandes organizações de que se tem notícia. Quando todas as esperanças efetivamente se desvanecem, os sobreviventes reconhecem que estão por conta própria e começam a agir como tal. Tais histórias frequentemente mostram a reação dos personagens em relação a tal tragédia global, e suas personalidades sendo brutalmente alteradas pelo estresse, o que os faz agir muito mais sob motivações mais primárias, tais como medo e auto-preservação, do que fariam em suas vidas normais (como uma esposa que elimina seu marido "zumbificado" para salvar-se, por exemplo).
De maneira geral, os zumbis nestas situações são do tipo lentos, letárgicos, cambaleantes e irracionais - "modelo" que se popularizou no filme A Noite dos Mortos-Vivos. No entanto, filmes criados já nos anos 2000 trouxeram um novo conceito de zumbis, mostrando-os como mais ágeis, ferozes, inteligentes e fortes que os antigos zumbis do cinema. Estes zumbis mostram-se muito mais perigosos, já que apenas um só já constitui grande ameaça para um grupo. Em muitos casos em se tratando destes zumbis "rápidos", os criadores utilizam a premissa de humanos infectados com alguma patogenia, como são os casos do filme Extermínio e do jogo para PCs Left 4 Dead, ao invés de cadáveres reanimados - evitando a "caminhada arrastada dos mortos", presente na variedade de zumbis criada por George A. Romero.

## Narrativa

### A origem da infecção

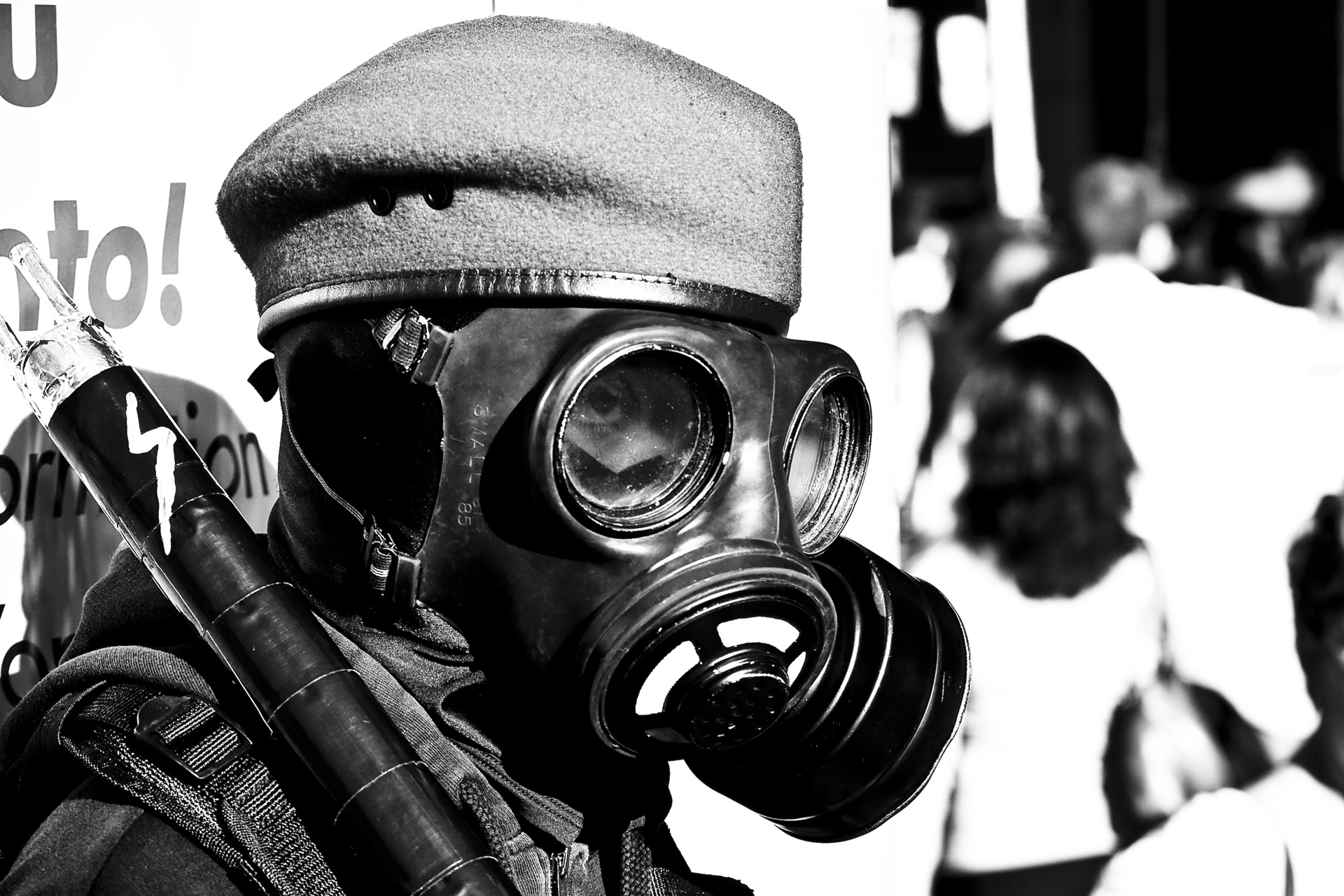
Representação de um soldado responsável pela contenção de uma população. Note o uso de uma máscara contra gases, decorrente de uma possível origem química da infestação.

A origem é sempre variável nas histórias, e muitas já foram criadas. Elas vão das mais óbvias como um vírus natural (a Hidrofobia em Left 4 Dead e nos filmes Zombieland e Extermínio), o que faz mais sentido biológico, já que agentes infecciosos atacam muitos dos seres vivos e animais, além de serem bastante comuns nos dias atuais, ou um vírus artificial criado em laboratório (série Resident Evil e no filme Planeta Terror). A origem vai até as mais improváveis, como um agente extra-terrestre (como especulado pela imprensa no filme A Noite dos Mortos-Vivos) ou até mesmo uma punição divina ou mágica (como é sugerido em Madrugada dos Mortos, e em Game of Thrones). Por fim, existem ainda os que preferem deixar a causa em aberto, não mencionando palavra sobre a mesma (como na série animada japonesa Highschool of the Dead ou na série The Walking Dead).

### Início do apocalipse
Origem determinada (ou não), a infestação começa geralmente com um acidente (jogos da série Resident Evil) ou advinda de algo sem controle (minissérie Dead Set), embora ainda haja casos onde a praga é iniciada propositalmente (no videoclipe da música "All Nightmare Long" da banda Metallica, a União Soviética cria um apocalipse nos Estados Unidos como parte de um plano de invasão ao país, e no filme Planeta Terror, um militar atira nos tubos de contenção do gás virótico). A infeção espalha-se pela população através do contato agressivo com um zumbi (o que ocorre em praticamente todos os casos), exposição à causa da transformação (citando novamente Planeta Terror como exemplo), ou mesmo após qualquer morte, seja ela natural ou acidental (Romero e seus filmes como mais notório exemplo).
A contaminação, em certos casos, pode ainda afetar outros seres vivos que não só os humanos (jogos da série Resident Evil já mostraram toda a sorte de animais zumbificados ou mutacionados pelo vírus, como cães, aranhas, tubarões e até mesmo plantas transformados pelo vírus, sendo que em Resident Evil: Outbreak: File 2 já viu-se um monstruoso elefante zumbificado). Em Resident Evil 2, ratos de esgoto acabam por contrair o vírus e tornarem-se mais agressivos, eventualmente causando o início da contaminação entre a população de Racoon City). Por fim, a causa da epidemia pode transformar a pessoa em zumbi e não necessariamente lhe tirar sua consciência, isto porque, apesar de zumbis serem considerados animais irracionais, eles mantêm atividades cerebrais para se movimentarem e/ou atacarem, ainda que sua consciência fique gravemente prejudicada (como visto no filme Colin). A infestação pode começar com apenas um único zumbi contaminando uma outra pessoa e assim prosseguir até tornar-se algo incontrolável (como na banda desenhada Zumbis Marvel) ou um local pode ser contaminado por completo e de uma só vez (como o terrorista que libera o vírus num shopping lotado, caso do jogo Dead Rising).
A velocidade com a qual a contaminação da praga age é variável, podendo o caos estourar de uma hora para a outra (novamente o anime Highschool of the Dead) ou sendo uma contaminação gradativa que ainda demore semanas, meses ou anos até atingir proporções globais (série Living Dead de Romero, ou como na história contada no livro World War Z). O que leva a propagação do vírus zumbi, na qual também é variável, de acordo com o filme Guerra Mundial Z, uma pessoa demora segundos, minutos, ou horas para se transformar, já no livro homônimo, a propagação leva a outra abordagem, sendo de algumas horas até dias para alguém, depois de ser infectado, virar um zumbi, o que condiz com o tempo de uma infecção normal. Esta forma de proliferação inspirou na banda desenhada, The Walking Dead, e na série de mesmo nome, além disso, para a "Praga Zumbi" atingir uma nação inteira, vemos que, em Zumbilândia, levou cerca de dois meses para se propagar (o mesmo ocorre em Todo Mundo Quase Morto e Madrugada dos Mortos).

### Reação da civilização
Quando uma pessoa comum se depara pela primeira vez com um zumbi, nunca o considera sê-lo de fato, acabando por pensar que é uma pessoa com problemas mentais ou ferida (os irmãos apresentados no início do filme A Noite dos Mortos-Vivos tomaram o zumbi por um maníaco). Ao tentar ajudar ou repelir este estranho indivíduo, muitos acabam por se entregarem sem nada saber ao zumbi, que ataca e infecta outra incauta vítima.
De forma geral, ninguém espera que algo deste tipo aconteça um dia, portanto são pegos de surpresa pela catástrofe. Os que presenciam a morte de amigos e familiares nas garras destas criaturas respondem com negação e descrença, sendo que muitos entram em estado de choque, catatonia ou ainda desesperam-se e cometem suicídio. Outros, incapazes de sair do lado do corpo do ente querido, acabam por se tornar a primeira vítima do mesmo, tão logo ele se reanime. Poucos são os que vivenciam o início do terror e aprendem a lidar com a situação rapidamente. Alguns nestas raras condições tentam evitar zonas de risco e organizam-se, buscando alcançar alguma zona de extração onde militares ou qualquer outra organização esteja evacuando sobreviventes (como o grupo do jogo Left 4 Dead), ou criam um refúgio seguro contra a infestação para que, ao menos, possam sobreviver enquanto esperam por resgate (como em Despertar dos Mortos,onde quatro sobreviventes refugiam-se em um shopping center).
Embora ficar em grupo possa ser a preferência da maioria das pessoas, não são inexistentes os casos em que um único indivíduo queira permanecer sozinho. Isto talvez para não criar laços afetuosos com outras pessoas e manter-se sempre centrado na própria sobrevivência, podendo também por vezes ser por algum outro motivo mais nobre e/ou idealista (tomamos aqui como exemplo as personagens Ada Wong, dos games Resident Evil, Alice, que inicia sozinha no filme Resident Evil: Extinção, ou do protagonista desconhecido retratado no álbum Apocalyptic Feasting, da banda de death metal Brain Drill). Finalmente, após a queda definitiva da sociedade, aos "afortunados" que sobreviveram ao surto inicial (e não foram resgatados, permanecendo ainda em situação de risco e à própria sorte), começa a conscientização de que as coisas provavelmente não mais serão como eram, e é chegada a hora de adaptar-se à nova realidade. Muitos, para se manterem sãos e com um objetivo de vida, são movidos alimentados pela esperança de que, em algum momento, tudo voltará a ser como antes (tais ideias otimistas estão intrínsecas no álbum Zombie EP, da banda de metalcore cristã The Devil Wears Prada).

### Sobrevivência pós-apocalipse

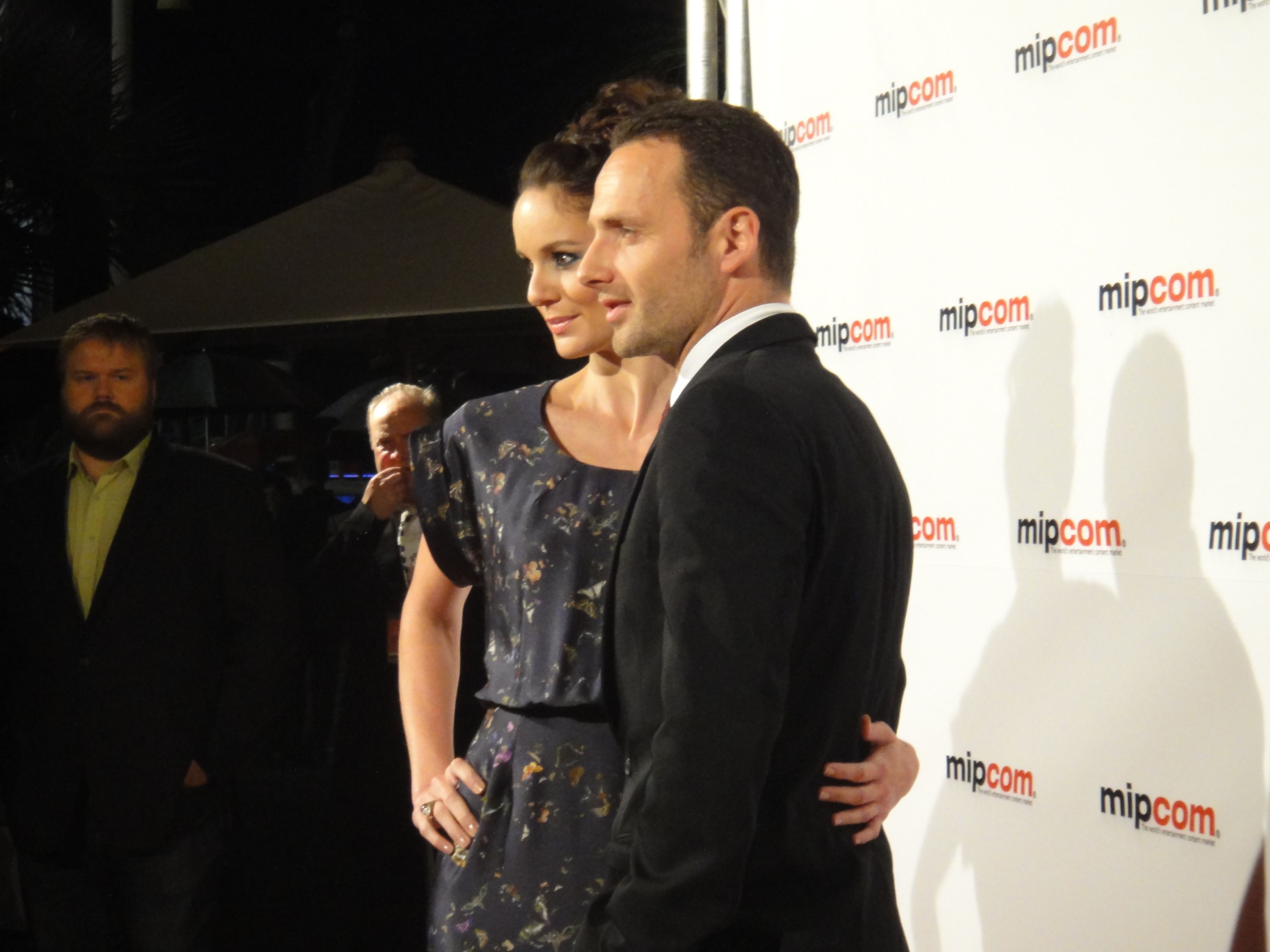
Os atores Sarah Wayne Callies e Andrew Lincoln, da série The Walking Dead. Lincoln interpreta Rick Grimes, um pacato xerife que acaba tornando-se um líder exemplar, frente o apocalipse zumbi.

Mesmo que a atitude que muitos tomariam seria a de encontrar um lugar seguro (livre da presença de zumbis) e lá viverem suas vidas em paz (como o objetivo dos sobreviventes do filme O Dia dos Mortos), alguns sobreviventes tentariam enfrentar a situação e adentrar áreas que estivessem sob o domínio dos mortos-vivos. Estas pessoas procurariam exterminar os zumbis se tiverem esta oportunidade, e assim talvez reconquistarem lugares controlados pelos mortos-vivos e devolver-lhes a presença humana (como o objetivo do jogo Dead Frontier). As obras nos mostram que é possível destruir os zumbis definitivamente danificando-lhes o cérebro ou a estrutura neural, o que pode ser conseguido atirando-lhes na cabeça (como na grande maioria das obras) ou lhes quebrando o pescoço (mais especificamente nos filmes de Resident Evil e na obra literária Orgulho e Preconceito e Zumbis - em certas obras, como nos filmes de George Romero, nem mesmo a decapitação é capaz de exterminar definitivamente um zumbi, uma vez que a cabeça decepada ainda tentará morder).
Como conseguir chegar a um lugar completamente seguro torna-se um tanto quanto utópico, e combater os zumbis é uma árdua e custosa tarefa (munição e recursos, eventuais perdas no grupo por estarem em constante enfrentamento), o que acaba por ocorrer é o assentamento de sobreviventes, normalmente repopulando estruturas em ruínas, e a criação de algum perímetro de defesa ao seu redor para mantê-los seguros das criaturas. Isto finca um novo amanhecer para a civilização, construindo uma sociedade pós-apocalíptica (como visto na banda desenhada Deadworld, ou no filme Terra dos Mortos de Romero).
A nova sociedade, porém, não será necessariamente parecida com a pré-apocalíptica. Com a queda dos preceitos de civilização, e com pessoas que tiveram alterações radicais de personalidade e caráter devido ao caos do apocalipse zumbi, pode-se ter um aumento tremendo de violência no cotidiano. Isto não só se aplica a sociopatas por natureza, mas também a outrora pessoas pacatas e normais, as quais podem ter sido obrigadas a matar entes queridos zumbificados ou mesmo outros sobreviventes para manterem-se vivas e agora tornaram-se mentalmente instáveis (como os personagens Carol Peletier e Morgan Jones, da série The Walking Dead, por exemplo). Isto torna a situação - mesmo dentro da cidade protegida contra zumbis - extremamente difícil e, até mesmo, selvagem (novamente como em Terra dos Mortos, onde mercenários dominam grande parte da cidade, ou ainda como na história do livro Forest of Hands and Teeth, 100 anos após o apocalipse e com o vilarejo imerso em violência).
Mesmo com estas alterações negativas, outros sobrevivente veem aflorar em si características que nem sabiam possuir. Na série televisiva (onde esta característica é abordada com mais intensidade que na banda desenhada) The Walking Dead, o pacato xerife Rick Grimes acaba tornando-se um líder exemplar, ao tomar decisões sempre em prol do bem de seu grupo. Na mesma série, Glenn, um jovem entregador de pizzas em vários momentos mostra-se um afiado estrategista e experiente sobrevivencialista, enquanto que outro personagem - Merle Dixon, um caçador experiente - tem um colapso emocional e é algemado para não comprometer a segurança do grupo. Talvez, neste ponto, os melhores exemplos a serem citados são dois. Um deles sendo o do garoto conhecido como "Columbus" (filme Zombieland), que aprende a sobreviver sozinho inventando seu próprio código de regras e seguindo-as à risca, e o segundo sendo o do grupo de estudantes colegiais japoneses (retratados no mangá Highschool of the Dead), que devem se unir para sobreviverem ao caos que recai de súbito suas vidas, fazendo com que não tenham tempo para aprender e agirem por improviso, e ainda de maneira responsável.

## Impacto cultural

### Pesquisas acadêmicas
De acordo com uma análise epidemiológica realizada em 2009 pela Universidade Carleton e pela Universidade de Ottawa, uma infestação de zumbis - mesmo os lentos de Romero - "provavelmente levaria ao colapso da civilização, a não ser que o problema fosse sanado rapidamente". Baseados em seu modelo matemático, os autores da pesquisa concluíram que medidas agressivas seriam muito mais recomendáveis que estratégias de quarentena, devido aos vários riscos que podem comprometê-la. Também concluíram que a descoberta de uma cura faria pouco para aumentar o número de humanos ainda vivos, uma vez que isto apenas retardaria o índice da infecção, não a debelando nunca.
Em um período maior de tempo, os pesquisadores descobriram que todos os humanos terminariam por tornarem-se zumbis ou estariam mortos. Isto é explicado pelo simples fato da epidemia zumbi tornar o risco de infeção assombrosamente alto, além da dificuldade em se neutralizar os mortos-vivos. Com isto, a população destas criaturas continuaria a crescer, e as gerações de humanos, que nada mais poderiam fazer além de sobreviverem a duras custas, ainda teriam grande tendência a alimentá-los, resultando na desvantagem numérica que apenas continuaria a tornar-se cada vez mais absurda. Os pesquisadores explicaram ainda que seu método de análise poderia ser aplicado também em cenários políticos ou doenças com quadro infeccioso dormente, tornando-a relevante em outros pontos de vista.

### Governo
Em 18 de maio de 2011, o Centro para Controle e Prevenção de Doenças (em inglês, Centers for Disease Control and Prevention, ou simplesmente CDC) publicou no blog de seu diretor, o contra-almirante Ali S. Khan, dentro do próprio site do CDC, O artigo, nomeado "Preparedness 101: Zombie Apocalypse", que instruía ao público sobre o que fazer para preparar-se para uma invasão de zumbis, uma estratégia com o foco de fazer com que a população desse mais importância para precauções e medidas emergenciais contra desastres naturais de ordem mais comum - tais como terremotos, tornados e enchentes - através do uso deste gênero popular como atrativo.
No artigo, o Doutor Khan dizia: "Tomem um apocalipse zumbi como exemplo. Isto mesmo, eu disse a-p-o-c-a-l-i-p-s-e z-u-m-b-i. Você pode rir agora, mas quando de fato acontecer você ficará feliz por ter lido isto, e além do mais, talvez você até mesmo aprenda uma ou duas coisas sobre como preparar-se para uma verdadeira emergência". Foi assim, utilizando uma pandemia zumbi, que Khan chamou a atenção dos americanos para a temporada de furacões vindoura, alertando para que o povo se preparasse para ela como se o estivesse fazendo para enfrentar "monstros famintos".

#### O surgimento da iniciativa
Uma semana antes do lançamento deste artigo do CDC sobre o tema, os membros da agência trabalhavam numa mensagem que seria publicada naquele mesmo blog sobre a temporada de furacões que estava prestes a chegar, tendo início previsto para o dia 1 de junho. Dave Daigle, diretor de comunicações do CDC, admitiu que "Prevenção e saúde pública não são os assuntos mais atrativos existentes". Foi então que alguém lembrou-se de uma mensagem postada na rede social Twitter que indagava sobre o envolvimento de zumbis no desastre nuclear no Japão, que deu-se após um terremoto de magnitude 9.0 e o subsequente tsunami na região de Tohoku, em 11 de março de 2011. Este perfil no Twitter foi visto por milhares de usuários, e chamou a atenção do CDC para a ideia. Quando Daigle levou este tema do "apocalipse zumbi" ao seu superior, ambos acharam que traria bom humor ao artigo. A decisão de utilizar esta temática foi implementada no projeto em 18 de maio de 2011, ao relacionarem o blog a dois perfis do Twitter. O resultado excedeu todas as expetativas: Daigle declarou que o número de "seguidores" do "CDC zombie apocalypse" foi assombrosamente comparável à quantidade de pessoas que acompanharam o perfil criado para promover o casamento de Guilherme de Gales e Catherine Middleton.

#### Impacto da campanha

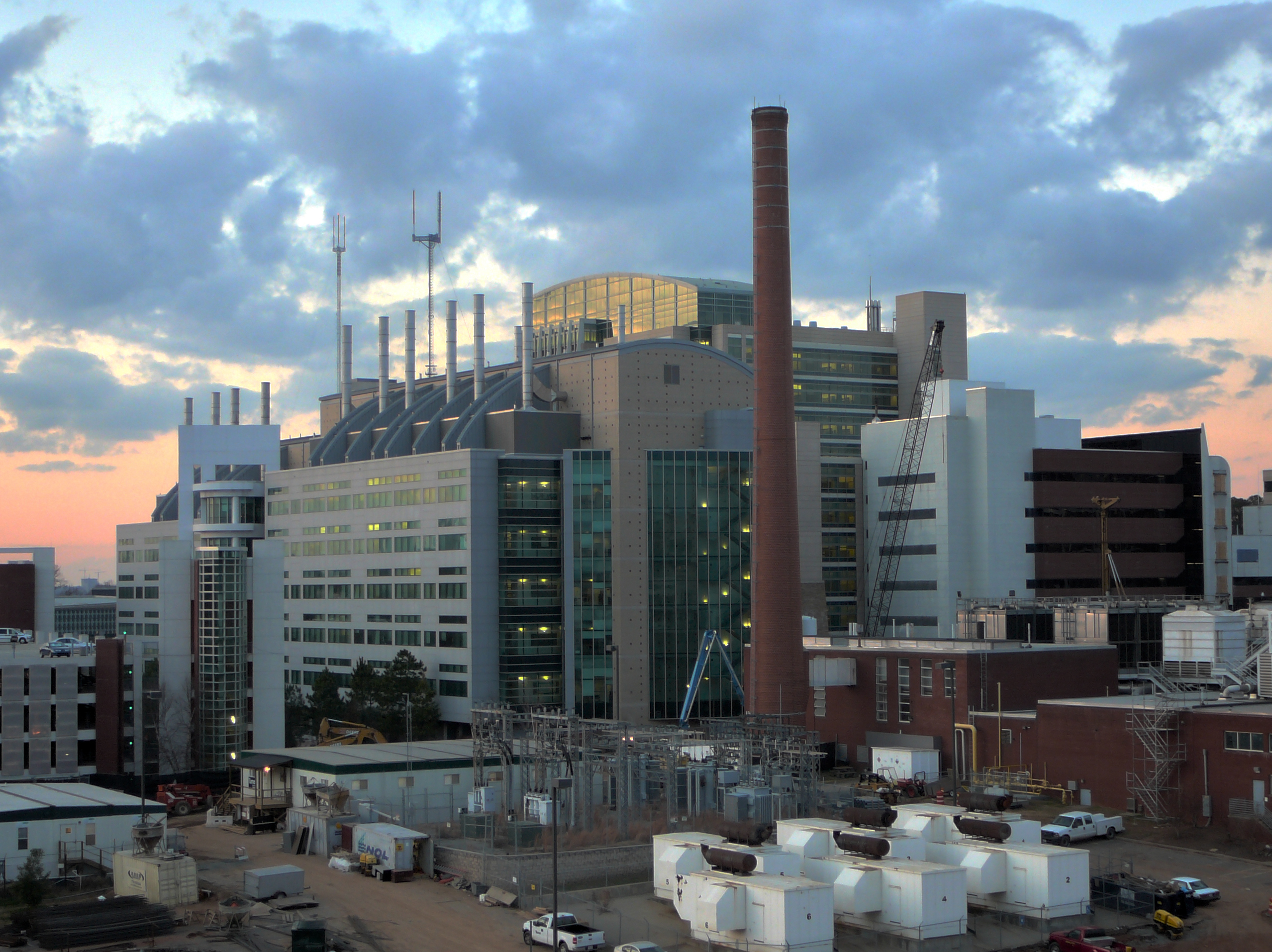
A sede do CDC na cidade de Atlanta.

O CDC incluiu menções sobre zumbis em instruções antes corriqueiras sobre como preparar um kit de emergência, e no planejamento de rotas de fuga em caso de terremotos e furacões. Por exemplo: enquanto o blog passava boas dicas do que se fazer "se zumbis começarem a aparecer à sua porta da frente", o CDC abertamente acrescentava: "Você também pode aplicar este plano em caso de enchentes, terremotos ou qualquer outra emergência". De uma única vez, as dicas ensinavam tanto a evitar zumbis famintos, como a escapar de desastres naturais: 
| “ | Tenha planejada sua rota de fuga. Quando zumbis estão com fome, eles não irão parar até conseguirem comida (ou seja, cérebros), o que significa que você tem de deixar a cidade rapidamente! Pense em lugares para onde poderia ir, bem como outras múltiplas rotas com antecedência, e então os comedores-de-carne não terão nenhuma chance! Isto também pode ser de grande ajuda quando um desastre natural aproxima-se e você tem de procurar abrigo rapidamente. | ” |

A campanha foi publicada antes de 21 de maio, data que era tida como sendo a de um possível fim do mundo, mesmo o blog não trazendo citação ou fazendo menção alguma sobre tal fato. O artigo gerou um tráfego de dados tão grande que eventualmente causou a queda do servidor responsável pela hospedagem do sítio do CDC. Normalmente, o número de visitas ao site do CDC era algo entre mil a 3 mil visitas semanais. O recorde de visitas em toda a história do site era de 10 000. Porém, na noite de 18 de maio de 2011, dia em que o artigo sobre zumbis havia sido publicado, o site já marcava por volta de 30 000 visitas. O conteúdo que havia sido classificado como "um demográfico jovem e de cultura popular" provavelmente serviu ao seu propósito, uma vez que em pouco tempo "era um dos assuntos mais populares do Twitter". Inicialmente, o perfil com a tagline "If you’re ready for a zombie apocalypse, then you’re ready for any emergency ("se você está pronto para um apocalipse zumbi, então está pronto para qualquer emergência") tinha 12 000 seguidores, mas ao cair da noite, este número já havia multiplicado-se por 100, chegando a 1,2 milhão.

#### Reação
Robert Pestronk, diretor executivo da National Association of County and City Health Officials (organização nacional americana que representa departamentos de saúde locais), concordou que um "Apocalipse Zumbi" era uma ótima maneira de trazer conscientização à população sobre sérias precauções, antes negligenciadas.
A campanha, entretanto, não cobriu todos os aspetos. Dave Daigle disse que muitos interessados em zumbis que visitaram o blog do CDC e seguiram o perfil da campanha no Twitter, lhes faziam perguntas sobre quais seriam as melhores armas para se combater os mortos-vivos. A isto, o Doutor Khan respondeu: "Lembrem-se, somos um centro de saúde pública, então não faremos recomendação alguma sobre armas. Deixaremos isto com os caras da lei". Chris Good da revista The Atlantic viu a ausência de recomendações sobre armamentos como uma "falha no comunicado do CDC" e escreveu: "Se um apocalipse zumbi de fato acontecer - e isto é importante - NÃO tomem as regras do CDC como única referência no curso de suas ações. O plano zumbi da agência não faz qualquer menção sobre espingardas, tochas, ligação direta em carros, buscar abrigo em local elevado, viagens noturnas contra diurnas, ou qualquer estratégia realmente eficaz para manter os zumbis fora de sua casa. Partes de suas dicas são boas, mas possivelmente servirão melhor à população no caso de, por exemplo, um furacão".
Outros estavam mais preocupados com o uso de recursos para fundos da campanha do CDC, mas a agência assegurou ao povo que nenhum gasto extra foi feito para custear o blog do "apocalipse zumbi" e suas promoções.
Bill Gentry, juntamente com o Colégio Hill Chapel de Saúde Pública da Universidade da Carolina do Norte (conhecido comummente pela sigla UNC) declarou que o CDC merece crédito por tentar algo diferente, "mas que isto não significa que a agência deveria começar a usar vampiros para promover campanhas de vacinação, ou alienígenas para avisar sobre os malefícios do fumo".
Mesmo havendo críticas negativas, o CDC manteve em foco a grande repercussão da campanha, e elabora novas ideias. A agência planeja a realização de um concurso de vídeos, nos quais os competidores deverão demonstrar como estão preparando-se para situações de emergência, incluindo enchentes, terremotos, furacões e ataques de zumbis. Os vídeos serão julgados pela recém-criada "Força-Tarefa CDC contra Zumbis". A agência também planeja conduzir uma pesquisa para descobrir quantos leitores de seu "apocalipse zumbi" de fato seguiram as dicas do blog e fizeram os preparativos recomendados para desastres naturais, ataques zumbis e outras situações de perigo.

### Sobrevivencialismo

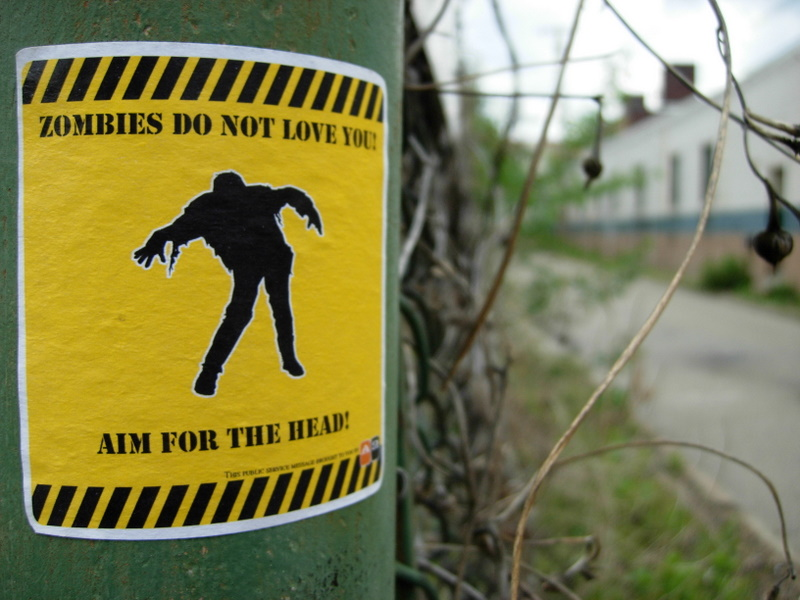
Exemplo humorístico de cartaz apresentando instruções para sobreviver a um ataque de zumbis. Lê-se: "Zumbis não te amam! Mire na cabeça!"

Com a expansão da quantidade de obras tratando do conceito de um "apocalipse zumbi", houve um aumento na quantidade de pessoas que preparam-se para sua hipotética ocorrência. Dentre os esforços decorrentes dessa preparação está a criação de armas, a distribuição de cartazes que informam pessoas sobre quais atitudes tomar no sentido de sobreviver a uma infestação e até mesmo reuniões de organizações não-governamentais dedicadas à administração de desastres.
De forma geral, o assunto "sobrevivencialismo" associado a uma tragédia (em muitos casos) de longo prazo (chegando a anos de duração, isto se chega-se a um fim) como o apocalipse zumbi passa por muitas mudanças quando comparado ao mesmo ponto, mas sobre terremotos, tsunamis, furacões ou similares. De forma geral, estas mudanças mais atenuadas seriam:
1. o tempo ao qual a pessoa deverá adotar estas medidas e estilo de vida delas derivado. Como já dito, a principal característica de um apocalipse zumbi é sua duração, que pode estender-se por anos e, em alguns cenários, deverão ser seguidas para o resto da vida do sobrevivente;
2. os métodos para o sobrevivencialismo dentro do tema são, geralmente, mais extremos que em qualquer outra catástrofe, pois muitas das regras envolvem a descaracterização do ser humano em prol do instinto de sobrevivência. Algumas dentre estas, relatam que não se deve confiar em ninguém que lhe peça abrigo (mesmo sendo uma criança ou idoso, na dúvida deste estar infetado), não ajudar ninguém em perigo (ou atrairá o perigo até você), a imediata amputação do membro ferido por um zumbi e sua subsequente cauterização (processo que deve ser feito sem hesitação alguma, sendo a rapidez deste a única tentativa de se evitar a morte da vítima), ou a máxima dentre estas - a execução (ou suicídio) do indivíduo infetado e, portanto, condenado (mesmo este sendo um ente querido);
3. outras medidas não-convencionais em caso de catástrofes naturais são viagens de um local para outro (preferencialmente à noite), utilização de veículo ou meio de transporte silencioso (bicicletas são as mais recomendadas), reforçar portas e janelas de um abrigo com tábuas/móveis/qualquer objeto pesado, entre algumas outras.[86]

Logicamente que outras dicas básicas de sobrevivencialismo também são válidas nesta hipótese, como por exemplo, estocar alimentos (sempre dando preferência aos não-perecíveis), medicamentos e bandagens, não deixar seu abrigo a não ser que seja extremamente necessário, construir rotas de fuga ou saídas de emergência em seu abrigo (ou abrigar-se em local já preparado), se viajando, carregar apenas o essencial, entre outros.
Um livro abordando o tema em formato de "guia" foi lançado em 2003. Batizado "The Zombie Survival Guide" ("O Manual de Sobrevivência Contra Zumbis"), o livro de autoria de Max Brooks (também o autor de World War Z) é uma espécie de manual ensinando detalhadamente o que, quando e como fazer no caso de um apocalipse zumbi. Existem na obra dicas que proporcionam uma cobertura relativamente completa do tema, englobando não só a sobrevivência (abrigo, suprimentos, armas, meios de transporte, viagens, etc.), mas também alguns fatos sobre os próprios zumbis, como por exemplo, a maneira com a qual eles podem infetar uma vítima, sua provável origem (o vírus fictício Solannum) entre outros fatos ligados ao sub-tema. Nos Estados Unidos, onde foi originalmente lançado, foi classificado tanto no gênero humor (pela abordagem de Brooks constantemente utilizar-se de uma figura de linguagem mais descontraída), como nos de terror e informativo. O livro teve uma grande vendagem, mostrando que o tema é apreciado com grande curiosidade e interesse. Outro compêndio que chama a atenção na obra é uma seção que descreve (em ordem cronológica) algumas infestações zumbis fictícias ocorridas ao longo da história - existem registros (de autoria do próprio Brooks) sobre infestações que datam até mesmo de 3 000 a.C. na cidade de Hieracômpolis no Egito, registros estes que avançam na história até a última infestação dita como "verificável" e ocorrida em 2002 nas Ilhas Virgens de Saint Thomas.

## Representações do conceito

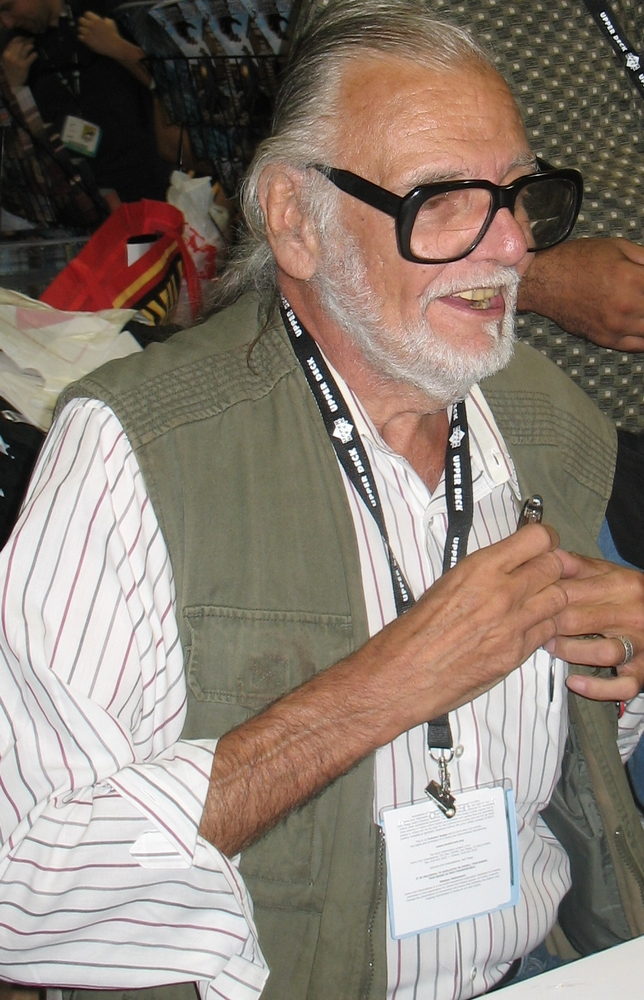
O cineasta George A. Romero, precursor do conceito.

### Cinema
A série de filmes Living Dead de George A. Romero, além de ter inaugurado o gênero na história, é vista como a mais tradicional referência em terror com zumbis. Característica comum nos filmes do diretor, não há uma explicação muito clara de como o apocalipse zumbi inicia-se - se teria sido causado por um vírus mortal ou algo mais inexplicável, como uma "punição divina" por exemplo.
Durante a década de 2000,Dawn of the Dead (1978), refeito em (2004), Jovens presos num Shopping center tentando sobreviver, Extermínio (2002), e sua sequência Extermínio 2 (2007), bem como a série de filmes Resident Evil, reinventariam o gênero: Enquanto nos dois primeiros um vírus da raiva criado em laboratório acaba por espalhar-se pela Inglaterra, para em seguida devastar o continente europeu, a infeção em Resident Evil inicia-se em um laboratório, no qual foi criado o vírus causador da praga zumbi. Ela procede no decorrer dos filmes para espalhar-se por toda uma cidade, culminando numa pandemia global e, assim, criando um apocalipse zumbi que extermina a humanidade em quase sua totalidade. A série é composta por quatro títulos, mais um totalmente feito por computação gráfica (este difere dos demais, utilizando personagens famosos dos jogos ao invés dos criados para o cinema).
Após Extermínio e Resident Evil, outros filmes do gênero seriam produzidos e bem-recebidos tanto pela crítica quanto pelo público, levando o gênero "filme de zumbi" a um novo patamar: as "comédias zumbi" Fido (2006), Shaun of the Dead (2004), Sátira do filme Dawn of the Dead e Zombieland (2009), bem como Planeta Terror (2007, dirigido por Robert Rodriguez e produzido por Quentin Tarantino), e o filme independente Colin (2008), considerado inovador por mostrar o apocalipse zumbi pela visão de um dos mortos-vivos. Na história, Colin é um rapaz que acaba sendo mordido no início da infestação zumbi, tornado-se eventualmente um deles. Mesmo como um zumbi, ele ainda guarda resíduos de sua memória humana mais recente, mostrando que tais criaturas não são totalmente inconscientes.

### Quadrinhos e literatura
Deadworld, série de histórias em quadrinhos de Stuart Kerr e Ralph Griffith, iniciada em 1987, é um dos mais antigos exemplos do gênero, mas é The Walking Dead, de Robert Kirkman, que pode ser considerado o mais notório exemplo de revista em quadrinhos americana a tratar do tema. Iniciada em 2003, narra a história de um grupo de sobreviventes de um mundo destruído por zumbis, com seus conflitos internos. O drama, por vezes, afasta-se do tema "zumbis" para assuntos de ordem mais pessoal, enfatizando a personalidade de pessoas normais que alteram-se com a tragédia.
The Walking Dead é comummente citada como a precursora da popularização do gênero nos quadrinhos. Com seu sucesso, outras séries acabariam sendo produzidas. Dentre as inúmeras produções subsequentes, destaca-se a franquia Zumbis Marvel, que já originou quatro sequências. Nestas histórias envolvendo os super-heróis e super-vilões do Universo Marvel, um vírus alienígena devasta a civilização, infetando até mesmo os com super-poderes. Não existem mais heróis ou vilões, apenas os sobreviventes, que lutam para manterem-se livres da infeção, e os "super-zumbis", que devoram e matam tudo o que encontram.
No oriente, o tema foi aproveitado em Highschool of the Dead, mangá lançado em 2006 criado por Daisuke Sato. Acompanha um apocalipse zumbi pelo ponto de vista de um grupo de estudantes colegiais do Japão, e como jovens podem tornar-se maduros frente às terríveis atrocidades que presenciam e o fim da sociedade como a conhecemos.
Dentre os livros que possuem como tema o apocalipse zumbi, destaca-se a trilogia Monster Island, Monster Nation e Monster Planet (de 2004 a 2005), escrita por David Wellington e trazendo contos sobre situações pré-apocalipse, durante a infestação e anos após seu surto inicial; World War Z (2006), de Max Brooks; Forest of Hands and Teeth da autora Carrie Ryan (2009); e Orgulho e Preconceito e Zumbis (2009), de autoria de Seth Grahame-Smith, notório por combinar a obra clássica de 1913 Orgulho e Preconceito de Jane Austen, com elementos da ficção zumbi moderna.

### Televisão
Embora The Walking Dead, série baseada na revista em quadrinhos homônima, tenha sido anunciada como a primeira série a adaptar um apocalipse zumbi para o meio televisivo, não é o único exemplar do gênero. A minissérie inglesa Dead Set, produzida em 2008, mostrava participantes de uma edição britânica do reality show Big Brother, que, confinados na casa do programa, acabam tornando-se os únicos sobreviventes de um apocalipse zumbi.

### Videogames
A franquia de jogos Resident Evil, da empresa Capcom, foi uma das que mais popularizaram o gênero "apocalipse zumbi" nos jogos eletrônicos. Nela, a Umbrella Corporation, uma gigantesca corporação multi-nacional de produtos farmacêuticos, realiza secretamente experimentos de armas biológicas para fins militares. Nestas experiências, acabam por desenvolver o T-Virus, que quando contamina (acidental ou propositalmente) uma área, a transforma numa desolada terra de zumbis canibais. Sempre no papel de algum sobrevivente ou investigador, o jogador deverá descobrir mais sobre os planos da corporação - isto enquanto luta para escapar com vida.
Outros exemplos do gênero incluem DayZ, Left 4 Dead (2008), e sua sequência Left 4 Dead 2 (2009), ambos lançados pela Valve Corporation - jogos do gênero tiro em primeira pessoa onde um grupo de sobreviventes armados deve encontrar uma forma de serem resgatados de uma cidade infestada de infetados por uma patogenia sintetizada na forma de uma raiva colérica - e Dead Rising (2006), tal qual sua continuação Dead Rising 2 (2010), produzidos pela Capcom. No primeiro, o personagem principal está preso em um shopping center e cercado por zumbis. O jogo estimula a criatividade do jogador, que tem à disposição qualquer objeto que encontrar no shopping para usar como arma individualmente, ou ainda para combiná-los e assim criar novas armas. O segundo segue a mesma premissa, mas desta vez sem as limitações de um único shopping, tendo agora uma cidade inteira para ser explorada. Outro ótimo exemplo é The Last Of Us desenvolvido pela Naughty Dog e lançado exclusivamente para PlayStation 3 no dia 14 de junho de 2013. O jogador controla Joel, percorrendo os Estados Unidos num ambiente pós-apocalíptico em 2033, que tem como missão escoltar a jovem Ellie até um grupo de resistentes amigáveis, os Vagalumes.

### Música
Na música, o apocalipse zumbi já recebeu abordagens tanto sérias quanto cômicas. A exemplo disso, uma paródia zumbi dos The Beatles batizada de Zombeatles, iniciou-se em 2006 com a música Hard Day's Night of the Living Dead (trocadilho com o filme de George Romero), tendo como cenário um mundo onde os zumbis devoraram todos os humanos existentes. Já a banda de metalcore cristã The Devil Wears Prada, em seu trabalho lançado em agosto de 2010 e intitulado Zombie EP, traz faixas onde, mesmo que com vocais agressivos e rápido instrumental, cita que devemos manter viva a esperança de sobrevivência no caos da catástrofe. O grupo escolheu o tema para este EP devido a grande fascinação do vocalista Mike Hranica no tema "apocalipse zumbi".
Outras, como é o caso da banda de death metal Brain Drill, preferiram abordar o tema de maneira agressiva e vociferante. Esta última lançou o álbum Apocalyptic Feasting em 2008, onde a arte da capa e as músicas "Consumed by the Dead" e a faixa-título fazem referência clara ao apocalipse zumbi. Já outras bandas existem para propagar o conceito, como é o caso do Zombie Apocalypse, que foi criada com base neste tema. Todas as letras e arte ao redor da banda giram em torno do apocalipse zumbi.
Porém uma que, de fato, fez grande sucesso com a temática foi a banda de heavy metal Metallica, que não só fez referência ao apocalipse zumbi, como também o utilizou para criar uma história completa. No videoclipe da música "All Nightmare Long", lançado em 2008, a União Soviética descobre, durante o Evento de Tunguska, um esporo de origem desconhecida com a capacidade de reanimar tecidos mortos. Os soviéticos, então, pulverizam o esporo em larga escala sobre o território dos Estados Unidos, assim criando lá um apocalipse zumbi. Com isto, eles poderiam entrar no pais e dizimarem os zumbis criados pelo processo, assim recolonizando os EUA e tomando-o sob seu controle.
A música "Dancing Dead" da banda de heavy metal Avenged Sevenfold, apesar de não citar diretamente a palavra zumbi, faz referência aos mesmos, como nos trechos "Dead men, They celebrate, As the final chapter, Fades away, Cuz they can't hide, We can see their flesh is rotten" (Tradução: "Homens mortos, Eles celebram, Como o final de um capítulo, Desaparece, Porque eles não podem esconder; Nós podemos ver suas carnes podres!"). A música faz parte do álbum Diamonds in the Rough, lançado em 2008, junto ao DVD do show Live in LBC.[carece de fontes?]. Também demonstrado com grande euforia na música da banda Misfits, com a música Astro Zombies, que passa um tipo de percepção do próprio Zumbi, usando de frases como: With just a touch of my burning hand, I send my astro zombies to rape this land, Prime directive, exterminate, The whole human race (traduzido: Com apenas um toque de minha mão em chamas, Eu envio meus zumbis do espaço para estuprar esta terra, Primeira Diretriz, exterminar, Toda a raça humana).
O tema sobre os mortos-vivos também foi explorado na canção Thriller, do artista musical estadunidense, Michael Jackson. O clipe não teve muita exploração do apocalipse zumbi, mais foi um marco grandioso para que o tema do apocalipse fosse também abordado na área musical.